# Frutigen (district)
Het District Frutigen in kanton Bern met hoofdplaats Frutigen omvat 7 gemeentes en is 490 km² groot.
| Gemeente                 | Inwoners (31.12.2002) | Oppervlakte in km² |
| ------------------------ | --------------------- | ------------------ |
| Adelboden                | 3552                  | 88.2               |
| Aeschi bei Spiez         | 1920                  | 30.9               |
| Frutigen                 | 6698                  | 71.8               |
| Kandergrund              | 1007                  | 32.0               |
| Kandersteg               | 1129                  | 134.5              |
| Krattigen                | 884                   | 6.0                |
| Reichenbach im Kandertal | 3265                  | 125.8              |